# Campionati del mondo di ciclismo su pista 1952
I Campionati del mondo di ciclismo su pista 1952 (en.: 1952 UCI Track World Championships) si svolsero a Parigi, in Francia.

## Medagliere
| #      | Nazione     | Oro | Argento | Bronzo | Totale |
| ------ | ----------- | --- | ------- | ------ | ------ |
| 1      | Italia      | 1   | 3       | 1      | 5      |
| 2      | Paesi Bassi | 1   | 0       | 1      | 2      |
| 3      | Belgio      | 1   | 0       | 0      | 1      |
| 3      | Australia   | 1   | 0       | 0      | 1      |
| 3      | Svizzera    | 1   | 0       | 0      | 1      |
| 6      | Francia     | 0   | 1       | 1      | 2      |
| 7      | Germania    | 0   | 1       | 0      | 1      |
| 8      | Lussemburgo | 0   | 0       | 1      | 1      |
| 8      | Regno Unito | 0   | 0       | 1      | 1      |
| Totale | Totale      | 5   | 5       | 5      | 15     |

## Sommario degli eventi
| Eventi                            | Oro                          | Prestazione | Argento                     | Prestazione | Bronzo                    | Prestazione |
| Uomini Professionisti             |                              |             |                             |             |                           |             |
| Velocità dettagli                 | Oscar Plattner Svizzera      |             | Georges Senfftleben Francia |             | Jan Derksen Paesi Bassi   |             |
| Inseguimento individuale dettagli | Sid Patterson Australia      |             | Antonio Bevilacqua Italia   |             | Lucien Gillen Lussemburgo |             |
| Derny dettagli                    | Adolph Verschueren Belgio    |             | Walter Lohmann Germania     |             | Henri Lemoine Francia     |             |
| Uomini Dilettanti                 |                              |             |                             |             |                           |             |
| Velocità dettagli                 | Enzo Sacchi Italia           |             | Marino Morettini Italia     |             | Cyril Peacock Regno Unito |             |
| Inseguimento individuale dettagli | Piet van Heusden Paesi Bassi |             | Nino De Rossi Italia        |             | Loris Campana Italia      |             |